# 潘帕斯猫
潘帕斯猫（L. c. pajeros）是一种小型猫科动物，分布于阿根廷，智利，玻利维亚，秘鲁，厄瓜多尔，并可能远至哥伦比亚西南部。虽然以“潘帕斯”命名，但这种猫科动物在草地，灌丛及海拔5,000（16,000英尺）左右的干燥林中都有分布。
潘帕斯猫传统上被包括在南美草原猫（L. colocolo）中，但基于对皮毛的颜色/图案和颅骨测量的差异，南美草原猫经常被分裂成数个不同的物种。遗传上的研究并不支持这种分裂，故一些机构坚持认为潘帕斯猫是南美草原猫的亚种。令人困惑的是，南美草原猫（包括潘帕斯猫和潘塔纳尔猫两个亚种）这种“组合物种”有时也被称为潘帕斯猫。
人们对野外生活的潘帕斯猫研究甚少，其狩猎方式亦不明确。已有报道称潘帕斯猫在夜间狩猎啮齿动物和鸟类，也捕猎附近农场的家禽。

## 亚种
2005年，世界哺乳动物物种承认潘帕斯猫的五个亚种：
- leopardus pajeros pajeros（指名亚种）：智利南部，广泛分布于阿根廷。[6]
- leopardus pajeros crespoi：安第斯山脉东部（位于阿根廷西北部）。[3]
- leopardus pajeros garleppi：秘鲁，安第斯山脉。[3]
- leopardus pajeros steinbachi：玻利维亚，安第斯山脉。[3]
- leopardus pajeros thomasi：厄瓜多尔的安第斯山脉。[3]

亚种steinbachi的两个标本表明其比garleppi更大，颜色亦更淡。然而样本数量过少使得这一结论并不确定，一些人将其视为与garleppi相同。亚种budini亦有许多不确定之处，被人认为与crespoi相类似。同时其被描述为来自阿根廷西北部低地。但实际上可能是从该地区的潮湿森林而来。一些人承认这一点，另一些人则不承认。最后，分布于智利南部和阿根廷南半部，包括上面的指名亚种，已基于大的体型（是最大的潘帕斯猫）和暗淡的毛色（第三类，见描述）而被承认为亚种crucinus。

## 栖息地
尽管以“潘帕斯”命名，潘帕斯猫的栖息地其实十分广泛。分布于阿根廷西北部，玻利维亚，秘鲁和厄瓜多尔之间的海拔1,800和5,000（5,900和16,400英尺）的高山苔原，少量高山荒原和当地的干燥森林。在阿根廷西北部安第斯山区的猫与其范围重叠时，其常分布于平均海拔较低的位置。阿根廷中部到西北部的潘帕斯猫被发现在低于海拔1,240（4,070英尺）的干燥的森林，草原和灌丛。在阿根廷南部和智利南部，它在低于海拔1,100（3,600英尺）的巴塔哥尼亚大草原的灌丛中有分布。

## 描述
潘帕斯猫虽小却体格魁梧。其大小有显着的地域差异，体长46至75（18至30英寸），相对较短的尾巴为23至29（9.1至11.4英寸）。其皮毛主要有三个变种，但这三种均在脸颊上有两条暗线。
- 1）侧面有大的，红褐色的莲座形斑点，边界较深，尾巴上有众多的环（与侧面斑点颜色相同），腿部条纹和上腹部的斑点或条纹是非常深的褐色（几乎是黑色的）。[3]从颜色等方面看，该种与南美草原猫的亚种wolffsohni十分类似。[3]
- 2）与上述类似，但背景色更淡。身体斑纹，后肢上的条纹，尾巴上的环纹较为暗淡和不清楚。[3]
- 3）全身呈灰色，腿上有清晰的深棕色条纹，下部有斑点。有一条普通的尾巴（没有明确的环纹），侧面的暗线条纹极不清晰。[3]

第一类只出现在北部（约南纬20度以北），只有第三类出现在遥远的南方（约南纬40度以南）。在此之间多为第二类，但第一类最南记录为南纬29度，第三类最北记录为南纬36度。在第一类和第二类都能发现的纬度上，前者往往出现在高地，后者则为低地。
带黑色的潘帕斯猫也有过报告。